# Финкельштейн, Елена Львовна
Елена Львовна Финкельштейн (1906—1971) — советский театровед, доцент (1944).

## Биография
Родилась в 1906 году в еврейской семье.
В 1931 окончила Высшие курсы искусствоведения при Институте истории искусств.
В 1932—1939 годах работала старшим научным сотрудником Ленинградского театрального музея.
В 1937—1966 годах — в Ленинградском театральном институте, где в 1946—1965 годах была зав. кафедрой зарубежного искусства.
Умерла в 1971 году в Ленинграде.

### Семья
Отец — Лев Моисеевич Куников, работал инженером-машиностроителем; мать — Татьяна Абрамовна Хейфиц (1875—1957), была домохозяйкой; брат — Герой Советского Союза Цезарь Куников.
Муж — театральный педагог Владимир Львович Финкельштейн, их внучка — балерина Елена Игоревна Куникова (род. 1955).

## Труды
Елена Львовна Финкельштейн — соавтор учебника «История западноевропейского театра», перевела документы для «Хрестоматии по западноевропейскому театру» (т. 1-2. М., 1937).
Автор книг:
- «Пьер Огюстен Карон Бомарше. 1732—1799» (1957),
- «История европейского искусствознания, вторая половина XIX в.» (1966),
- «Фредерик Леметр» (1968),
- «Жак Копо и Театр Старой Голубятни» (1971),
- «Картель Четырёх. Французская театральная режиссура между двумя войнами. Ш. Дюллен, Л. Жуве, Г. Бати, Ж. Питоев» (1974),
- а также научно-исследовательских работ, рецензий, статей о театре.